# Pierrekondre (Marowijne)
Pierrekondre, inheemse naam Sjimirinde, is een dorp in het district Marowijne in Suriname. Het ligt aan de Marowijnerivier en is vergroeid met Albina en Marijkedorp (stroomopwaarts) en Bamboesie (stroomafwaarts).
In het dorp wonen inheemsen van het volk Karaïben. Het dorpshoofd is Romeo Pierre (stand 2022).

## Geschiedenis
Het dorp werd opgericht als Sjimirinde, als een vernoeming naar de sjimiriboom, een boom met bosvruchten die hier op deze plek stond. De piai Adankuna, later Pierre genoemd, was de stichter van het dorp. Hij kwam in de eerste helft van de 20e eeuw met zijn broers naar deze plek en was afkomstig uit een dorp aan de Cotticarivier. Zijn vrouw kwam uit Iracoubo in Frans-Guyana.
Aanvankelijk was het gebied bosrijk en bevond er bewoning langs de waterkant plaats. Er woonden toen nog alleen de families van de stichters van het dorp en later kwamen daar inwoners uit Galibi, Witsanti en Bernharddorp bij. In de loop van de jaren breidde het dorp zich verderop landinwaarts uit, naar de plek die eigenlijk Oesiewara heet. Tussen Oesiewara en Sjimirinde ligt de landingsbaan van Albina. Sinds 1977 was Pierrekondre samen met enkele andere dorpen aan de Beneden-Marowijne verbonden in het samenwerkingsverband Komissie Ontwikkeling Galibi (KOG).
Tijdens de Binnenlandse Oorlog (1986-1992) vertrokken veel bewoners naar Frans-Guyana; George Pierre, de zoon van het toenmalige dorpshoofd, vluchtte naar Amsterdam waar hij de organisatie Kaikoesie leidde die noodhulp organiseerde voor Pierrekondre. Zijn broer, het latere dorpshoofd Romeo Pierre, vluchtte in 1986 naar Jalimapoh in Frans-Guyana en keerde in 1989 terug. Hierover vertelde hij: "Pierrekondre was voor driekwart vernietigd. Er was geen elektriciteit meer in het dorp, geen water, het dorp was overwoekerd en vrijwel verlaten."
Na afloop van de oorlog keerden de meeste vluchtelingen niet meer terug. Waar hun hutten gevestigd waren, raakte het daarna weer begroeid met bos. Ook gaf de overheid vrijgekomen grondstukken aan de rivier uit aan niet-inheemse vreemdelingen. Inheemse bewoners raakten hierdoor hun toegang tot de rivier kwijt, die ze nodig hadden om te baden, wassen en hun boten aan te leggen. Protest hiertegen liep uit op een rechtsgang die verloren werd door het inheemse gezag. De verkaveling was een proces dat al in de jaren 1970 was ingezet.

## Voorzieningen
De kinderen gaan naar een basisschool in Albina, waarvoor een wandeling van drie kwartier nodig is. Ook is er geen kerk of polikliniek in het dorp. Wel bevindt zich er een voetbalveld met een kantine waar tafelvoetbal en biljart gespeeld kan worden. Verder is er nog een dorpszaal, een jongerenvereniging voor onder meer sport en een vrouwenvereniging. Er was in 2005 al een stroomvoorziening voor vrijwel de gehele dag en toegang tot drinkwater via een leiding, een put en door gebruik te maken van regenwater.

## Economie
Het dorp leefde voor de Binnenlandse Oorlog van landbouw. Sindsdien wordt ook aan landbouw gedaan, zoals de verbouw van cassave, evenals aan jacht en visserij. Het belangrijkste middel van bestaan werd echter de handel, vooral met Saint-Laurent-du-Maroni aan de overzijde van de Marowijne in Frans-Guyana. Er worden allerlei soorten vruchten verhandeld die afkomstig zijn uit zowel uit het bos (awara's, maripa's en podosiri's) als van het erf (advocado's, citroenen, mango's, papaya's, pommes de citère, sinaasappels en watermeloenen). Andere handelswaar vormen kippen en katoen.

## Bekende bewoners
- Louis Biswane, activist, onderzoeker en politicus

### Dorpshoofden
Hieronder volgt een (niet complete) lijst met dorpshoofden:
- Adankuna, ook wel Pierre, stichter van het dorp
- Romeo Pierre (ten minste 2005 (waarschijnlijk eerder) - heden (stand 2022)